# Hans Nimmerfall
Hans Nimmerfall (* 25. Oktober 1872 in München; † 20. August 1934 in Pasing) war neben Emil Neuburger Hauptvertreter der SPD in Pasing, Magistratsrat, später Stadtrat der damaligen Stadt Pasing (heutiger Stadtteil von München),  von 1912 bis 1920 und 1924 bis 1928  bayerischer Landtagsabgeordneter für Pasing und Umgebung, Opfer des NS-Regimes.

## Herkunft, Ausbildung
1879–1887 Volksschule in München, 1887–1890 Schreinerlehre, Wanderschaft in Deutschland, Österreich, Italien, Belgien, Frankreich, Böhmen und Russisch Polen, bis 1903 Schreinergehilfe in München, 1903–1908 Lagerhalter im Konsumverein in Pasing.

## Politische Laufbahn
1898–1903 nebenamtlicher Gauvorstand des Holzarbeiterverbands in München, 1903 Reichstagskandidat im Wahlkreis Schwaben 2, 1919 im Wahlkreis 24, 1906–1911 Gemeindebevollmächtigter, März 1908–1933 SPD-Bezirksparteisekretär für Südbayern in München, 1911–1919 Magistratsrat, 1912–1920 und 1924–1928 MdL-Bayern (SPD), er leitete am 18. Dezember 1918 als Referent und Schirmherr die Gründungsversammlung des SPD-Ortsvereins Mauth-Finsterau und am 3. März 1921 die Gründungsversammlung des SPD-Ortsvereins Aubing-Neuaubing, 1. Juni bis 26. Juli 1919 Staatsrat [pol] im bayerischen Staatsministerium für militärische Angelegenheiten, 1919–1933 Stadtrat in Pasing, 1920 Landtagskandidat auf dem Wahlvorschlag der MSPD im Wahlkreis Oberbayern.

## Soziales Engagement
Er war 1915 Gründer und später Vorsitzender der Pasinger Baugenossenschaft Sporer-Block mit dem Ziel der Linderung der herrschenden Wohnungsnot.

## KZ-Haft und Tod
Als Sozialdemokrat wurde er nach der Machtübernahme der Nationalsozialistischen Deutschen Arbeiterpartei (NSDAP) wegen Verdachts auf „Hochverrat“ vom 11. März bis April 1933 im Polizeigefängnis München (Ettstraße) inhaftiert, dann ins Gefängnis Neudeck überstellt. Die Entlassung erfolgte am 1. Mai 1933.
Am 30. Juni 1933 wurde er im Pasinger Rathaus verhaftet und ins KZ Dachau deportiert. Nach einem Jahr Lagerhaft verstarb er aufgrund der schweren gesundheitlichen Schäden durch die dort erlittenen Misshandlungen am 20. August 1934 in Pasing.
Er ist Namensgeber der Nimmerfallstraße in Pasing.